# Paralabamina
Paralabamina es un género de foraminífero bentónico de la subfamilia Gavelinellinae, de la familia Gavelinellidae, de la superfamilia Chilostomelloidea, del suborden Rotaliina y del orden Rotaliida. Su especie tipo es Eponides lunata. Su rango cronoestratigráfico abarca desde el Maastrichtiense (Cretácico superior) hasta el Paleoceno.

## Clasificación
Paralabamina incluye a las siguientes especies:
- Paralabamina eocaenica †
- Paralabamina lunata †
- Paralabamina toulmini †